# ルドルフ・アベル

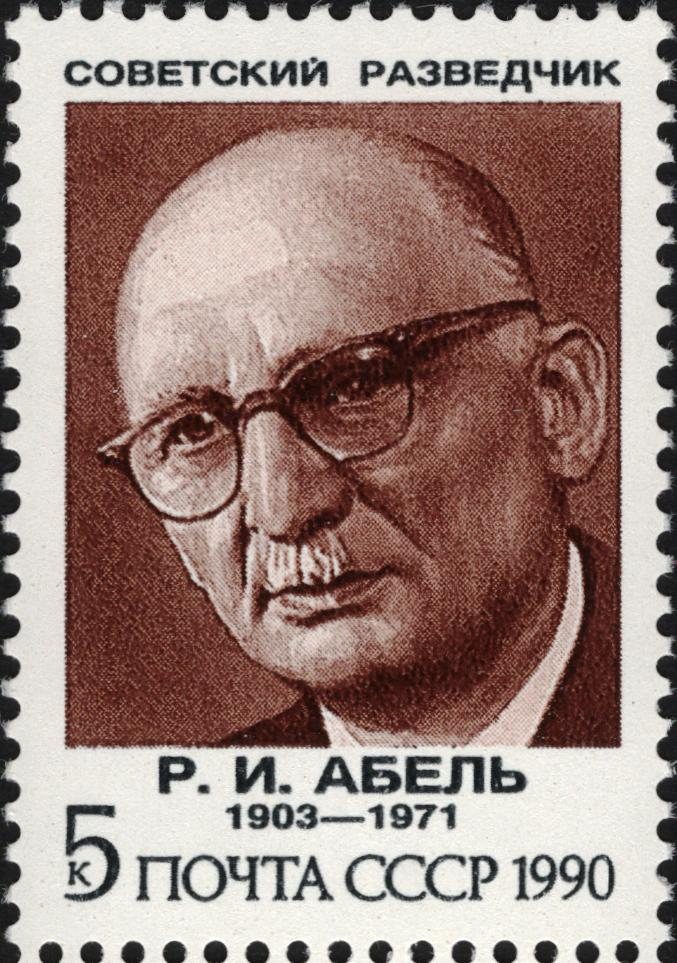
ソ連郵政当局が発行したアベルを顕彰する切手（1990年発行）

ルドルフ・イヴァノヴィチ・アベル（ロシア語: Рудольф Ива́нович Абель, 1903年7月11日 - 1971年11月15日）は、ソ連の職業的諜報員。大佐。本名ウィリアム・フィッシャー（Вильям Фишер, Viľjam Genrichovič Fišer, William Fis(c)her）。

## 経歴
イギリス・ニューキャッスル市のロシア人政治難民の家庭に生まれた。父はドイツ系、ヤロスラヴリ県出身で、革命運動に参加した。母はサラトフ市出身で、やはり革命運動に参加していた。1901年、フィッシャー夫妻はイギリスに移住した。
1920年、フィッシャー一家はモスクワに戻り、ウィリアムはコミンテルン執行委員会国際連絡課（OMS）で通訳として働いた。1924年、モスクワ東洋学大学インド分校に入校したが、召集されモスクワ軍管区第1電信連隊に配属された。除隊後は、労農赤軍空軍科学研究所に入った。
1927年、フィッシャーは、統合国家政治局（OGPU）に作戦係補として採用され、欧州諸国で非合法活動を行った。モスクワ帰還後、国家保安中尉に昇進したが、1938年末、何の理由もなく解雇された。解雇後、全連邦商工会議所、後に航空産業工場の仕事に移った。諜報部に戻ることを再三要請したが、これは叶えられなかった。
独ソ戦勃発後、1941年9月、破壊工作とパルチザン活動に従事する部隊に志願。この期間、後の彼の偽名となるルドルフ・I・アベルと知り合った。フィッシャーは、ドイツ軍の占領地に派遣されたパルチザン及び諜報員のための無線手を養成した。

## 諜報員
終戦後、非合法諜報に復帰。1948年11月、原子力施設で働く情報源からの情報入手のために、アメリカに派遣。フィッシャーには、コードネーム「マーク」（Марк）が与えられ、画家を装いコーエン夫妻と接触した。
1949年5月末までに、マークは、業務上の問題を全て解決し、同年8月には具体的な成果を挙げ、赤旗勲章を授与された。マークの業務の負荷を軽減させるために、1952年、無線手のレイノ・ハイハネン（コードネーム「ウィック」（Вик））が彼の元に派遣された。しかし、ウィックは精神的に不安定で、酒乱となり、金を浪費した。このため、彼をモスクワに召還することが決定されたが、ウィックはアメリカに自首し、マークの存在を当局に通報した。
1953年、ブルックリンの新聞配達少年が偶然落とした新聞代の5セント硬貨が割れ、中から不審なマイクロフィルムが見つかった、という事件があった。FBIは4年の歳月を費し、1957年にアメリカの核情報を探るスパイとして自称画家であったマークが逮捕された。（マイクロフィルムにあったのは単なる情報ではなく国家諜報レベルの暗号であり、en:Hollow Nickel Case（意訳すると空洞5セント硬貨事件。硬貨を材質名で呼ぶのは米国の慣習）と呼ばれるインテリジェンス史上に残る事件であった）
当時、ソ連当局は、スパイ行為への関与を否定した。フィッシャーは、自分が逮捕されたことと、自分が裏切り者でないことをモスクワに知らせるために、死んだ友人の名前「ルドルフ・アベル」で押し通した。取調中、スパイ行為への関与を否定し、裁判での証言を拒否し、アメリカ当局からの買収の申し出も撥ね付けた。裁判では死刑判決が出るところを、元OSS顧問弁護士のドノバンの弁護により禁固30年に減刑され、ニューヨーク刑務所、後にアトランタ刑務所に収監された。
ドノバンが1960年5月1日に起きたU-2撃墜事件でのパワーズ釈放交渉で彼だけでなく学生スパイの容疑で拘禁されていたフレデリック・プライヤーも交換釈放となったのは、この時の減刑弁護が奏功している。
1962年2月10日、東西ベルリンの境界であるグリーニッケ橋において、1960年5月1日に撃墜されたアメリカのU-2偵察機のパイロット、フランシス・ゲーリー・パワーズ、スパイ容疑で拘禁中であった留学生フレデリック・プライヤーと交換される形で解放された。この際、ロバート・ケネディ司法長官から恩赦された。帰国後は、諜報部に復帰し、非合法諜報員の教育に当たった。
1971年11月15日、死去。
レーニン勲章、赤旗勲章3個、労働赤旗勲章、一等祖国戦争勲章、赤星勲章を受章。

## 関連資料
- 西原和海「ルドルフ・I・アベル―一枚のコインから足がついたスパイ」（小学館入門百科シリーズ37『スパイひみつ大作戦』所収）、1975年
- ドン・ホワイトヘッド『FBI物語』（少年少女20世紀の記録・28）、あかね書房、1965年

## 注
1. ↑  日本では、硬貨の空洞の中に秘密、という類似として、フィクションだが江戸川乱歩のデビュー作「二銭銅貨」が言及されることもある。